# Serofòbia

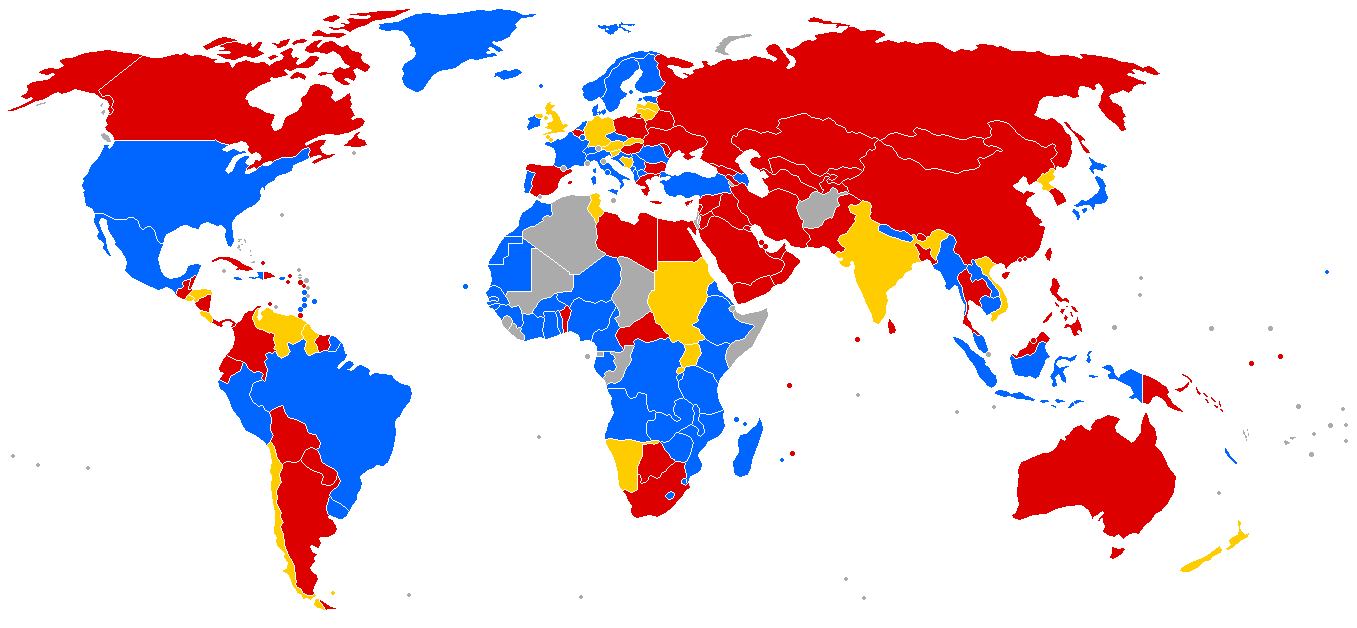
Mapa del món segons les restriccions de viatge i residència per a persones amb VIH/sida.
Sense restriccions específiques.
Informació contradictòria: pot haver-hi restriccions.
Restriccions confirmades.
Sense informació.

La serofòbia és el prejudici, por, rebuig i discriminació cap a persones seropositives. Les persones que viuen amb VIH poden enfrontar-se a desigualtat de tracte tant social com institucionalment.
Per bé que el VIH encara és un virus que no té cura, avui dia el tractament permet a les persones seropositives no només tenir una esperança de vida igual a les persones no infectades sense arribar mai a desenvolupar SIDA, sinó que manté al virus indetectable i, per tant, intransmissible.
La discriminació per VIH/SIDA existeix a tot el món i inclou ostracisme, rebuig, discriminació i evitació del contacte amb la persona infectada. Les conseqüències de l'estigma cap a les persones que viuen amb el VIH dona lloc, d'una banda, a una baixa participació en l'assessorament i les proves del VIH i la falta d'interès en saber si es té el virus en persones que desconeixen el seu estat serològic i, per un altre, a aïllament social, solitud, baixa autoestima, crisi d'identitat o depressió en aquelles persones diagnosticades amb VIH.
La serofòbia llastra la lluita contra el VIH/SIDA i pot estar interseccionada amb una altra sèrie de prejudicis associats a la pobresa, l'homosexualitat, la bisexualitat, la transsexualitat o a la promiscuïtat.
En alguns països la discriminació institucional inclou restriccions a la llibertat de circulació, al dret de propietat, a l'accés al treball, escola, serveis socials i fins i tot habitatge.